# ジャナン・ムサ
ジャナン・ムサ (Džanan Musa, 1999年5月8日- )は、ボスニア・ヘルツェゴビナ、ビハチ出身のプロバスケットボール選手。ポジションはスモールフォワード。

## 来歴

### NBA以前
ボスニア・ヘルツェゴビナで生まれ育つ。幼少期からバスケを始め、8歳のときには地元のユースチームに選出されるなど活躍する。2014年12月にクロアチアのプロバスケットボールチーム、KKツェデヴィタ・ザクレブと契約した。ツェデヴィタで3度のクロアチアリーグ優勝を経験した。2017-2018シーズンはオールABAリーグに選出されるなど活躍し、その年のオフに2018年のNBAドラフトにエントリーした。

### ブルックリン・ネッツ
2018年6月21日、ドラフト1巡目29位でブルックリン・ネッツから指名を受け、7月12日にネッツと契約した。1年目のシーズンはGリーグのロングアイランド・ネッツでの出場が主となり、NBAでは9試合の出場にとどまった。結局、2020年12月にデトロイト・ピストンズに放出され、解雇された。

### ヨーロッパに復帰(2021-)

#### アナドル・エフェスSK(2021)
2021年1月にアナドル・エフェスSKと2020-21シーズン終了までの契約を締結。同シーズンのユーロリーグ優勝と国内リーグ優勝を経験。

#### CBブレオガン(2021-2022)
2021年7月にCBブレオガンと契約した。

#### レアル・マドリード(2022-2025)
2022年7月14日、レアル・マドリードと2年契約を結んだ。

#### ＢＣドバイ(2025-)
2025年7月7日、ABAリーグに所属し、2025-26シーズンからユーロリーグに参加するBCドバイへの加入が発表された契約期間は3年。